# Тартаков
Тартаков (укр. Тартаків) — село в Сокальской городской общине Шептицкого района Львовской области Украины.

## Название

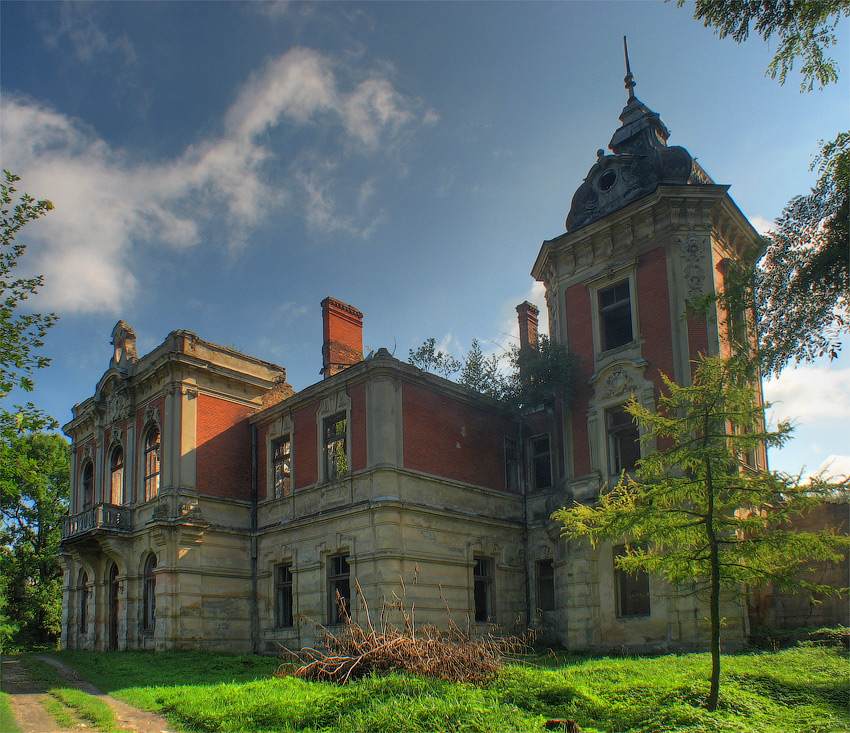
Дворец Лянцкоронских, построенный на руинах замка Потоцких

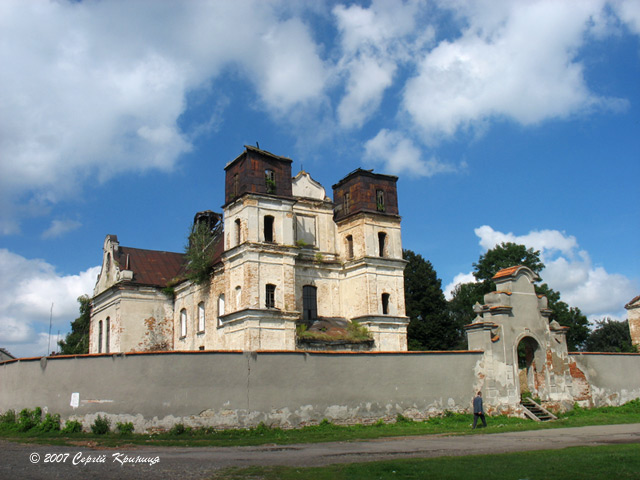
Костёл Святого Архангела Михаила

Происходит от укр. тартак — лесопилка.

## Общие сведения
Население по переписи 2001 года составляло 1505 человек. Почтовый индекс — 80033. Телефонный код — 3257.

## Достопримечательности
- Костёл Святого Архангела Михаила, 1587 года постройки
- Ратуша (XVII в.) (разобрана)
- Замок-дворец Потоцких (герб Пилява) (2 половина XVII в.)[1].
- Дворец Лянцкоронских (арх. В.Равский младший)[2]. (1896—1898). Пожар в 1996 году полностью разрушил перекрытия дворца, остались стены и подвальные помещения.

Кирпичный, двухэтажный, имеет сложную конфигурацию в плане. Центральная часть главного фасада акцентирована ризалитом с балконом и лепниной. Первый этаж обработан под руст, второй имеет открытую кирпичную кладку, его углы оформлены оштукатуренными пилястрами. Западный флигель фланкирует трёхъярусная, квадратная в плане, со срезанными углами башня, завершённая необарочной главой с люкарной. На открытой кирпичной кладке верхних этажей выразительно выделяется лепной декор наличников и завершающий фриз. С юга к дворцу примыкает возведённый одновременно с ним одноэтажный, Г-образный в плане служебный корпус. Его фасады оформлены рустованными пилястрами и трёхчетвертными колоннами. Архитектура памятника решена в стиле французского необарокко. Так про палац писали в «Памятниках градостроительства и архитектуры Украинской ССР» (охранный номер 1424). Описание дворца от 1938 года находим в работе Романа Афтанази «История резиденций». Дворец украшали два атланта (теламона).
- Парк (XVIIІ в.)